# Организация моджахедов иранского народа
Организация моджахедов иранского народа или Моджахедин-э Халк (перс. سازمان مجاهدين خلق ايران‎, sāzmān-e mojāhedin-e khalq-e irān) — иранская леворадикальная организация, ведущая борьбу против Исламской Республики Иран. Признана террористической организацией Ираком и Ираном. 26 января 2009 года из списка террористических организацию убрал Европейский союз, а в 2012 году — США.

## Названия
Кроме аббревиатуры ОМИН, организация также известна под названиями МЕК (Моджахедин-э Халк) и «Моджахеды иранского народа», а её вооружённое крыло — «Национально-освободительная армия Ирана». Она считается основателем Национального совета сопротивления Ирана, объединяющего все оппозиционные иранские силы.

## История
ОМИН была организована в 1965 году студентами Тегеранского университета, недовольными шахским режимом. Целью организации было создание в Иране социалистической республики; построения на основе бесклассового общества, лишённого любых форм диктатуры и эксплуатации, которое, впрочем, называли не коммунизмом, а тоухидным обществом.
В 1970-х годах активисты ОМИН организовали ряд террористических акций. В это время от Моджахедин-э Халк откололось марксистско-ленинское крыло — Пейкари (перс. پيکار‎ — «борьба»), поставившее своей целью создание в стране Народно-демократической республики. К 1978 году ОМИН насчитывала 100 тыс. членов. Первоначально организация приветствовала Исламскую революцию 1979 года и захват американского посольства в Тегеране, однако, подвергнувшись террору со стороны режима аятолл, перешла в оппозицию к новому правительству и возобновила вооружённую борьбу.
28 июня 1981 года был произведён взрыв в штаб-квартире Исламской республиканской партии, унёсший жизни 72 высших чинов правительства, включая лидера ИРП и председателя Верховного суда аятоллу М. Х. Бехешти, 2-го лица в стране. 30 августа в результате организованного ОМИН взрыва в канцелярии премьер-министра погибли президент Ирана Мохаммед Раджаи, премьер-министр Мохаммед Бахонар и министр внутренних дел Х. Вахид-Достгерди, тяжело ранен министр обороны С. М. Намджу. Всё это время члены организации подвергались террору со стороны иранских сил безопасности и несли значительные потери, арестованных моджахедов жестоко пытали.
Потери организации с лета 1981 г. по лето 1984 г. составили более 20 тыс. человек.
В июле-августе 1981 года по шиитскому режиму в Иране была нанесена целая серия ударов: нападение на резиденцию генерального прокурора, взрыв в канцелярии премьер-министра, атаки на казармы «стражей исламской революции» и полицейские участки. Пик пришёлся на 8-10 августа, когда в разных городах прогремело около 60 взрывов.
Сентябрь 1981 года — уличные бои в г. Мехабад, нападение на здание меджлиса, 5 сентября — взрыв канцелярии Генерального прокурора исламской революции А. Коддуси (последний погиб), 12 сентября — убийство в Тебризе бывшего кандидата в президенты, видного лидера исламистов аятоллы А. Мадани.
С 1982 года она перебазировалась во Францию, а в 1986 году — в Ирак, с территории которого совершала вооружённые вылазки на территорию Ирана в ходе ирано-иракской войны. Рассчитывая воспользоваться Моджахедин-э Халк как тараном против иранских войск, правительство Ирака расквартировало её членов на ирано-иракской границе в хорошо укреплённых военных базах с тяжелой бронетехникой, артиллерией, танками и вертолётами. В июне 1988 года ОМИН при поддержке авиации Ирака захватила иранский город Мехран (операция «Сорок Звёзд»), в ходе танкового сражения были разгромлены две дивизии иранской армии: одна танковая и одна пехотная. В июле 1988 года крупные силы ОМИН при поддержке иракской армии провели наступательную операцию «Вечный свет», дойдя до города Исламабаде-Герб. В ходе ответной (и последней в этой войне) операции иранских войск (операция «Мерсад») силы ОМИН были разгромлены, а в ходе последующих экзекуций в тюрьмах Ирана были казнены десятки тысяч заключённых — членов организации. В 1992 году бойцы Моджахедин-э Халк атаковали иранские посольства в 13 странах мира.
В апреле 2003 года в ходе вторжения американо-британских войск в Ирак отряды ОМИН были разоружены силами коалиции, а члены организации заключены под стражу, где находятся до сих пор. По некоторым данным Human Rights Watch, ОМИН ответственна за жестокие пытки членов своей организации.

## Книги
- Ervand Abrahamian[англ.]. Radical Islam: the Iranian Mojahedin. I.B. Tauris, 1989
- Ervand Abrahamian. The Iranian Mojahedin. Yale University Press, 1992

## Статьи
- «Террористы Хиллари» Архивная копия от 4 октября 2015 на Wayback Machine, Antiwar.com (16.05.2012)
- «Решение по МЕК: многомиллионная кампания привела к исключению группировки из списка террористических организаций» Архивная копия от 7 марта 2016 на Wayback Machine, Guardian (21.09.2012)
- «Как террористы выкупили себе милость американцев? Помогли миллионы долларов», Gazeta Wyborcza (4.10.2012)